# Dugout

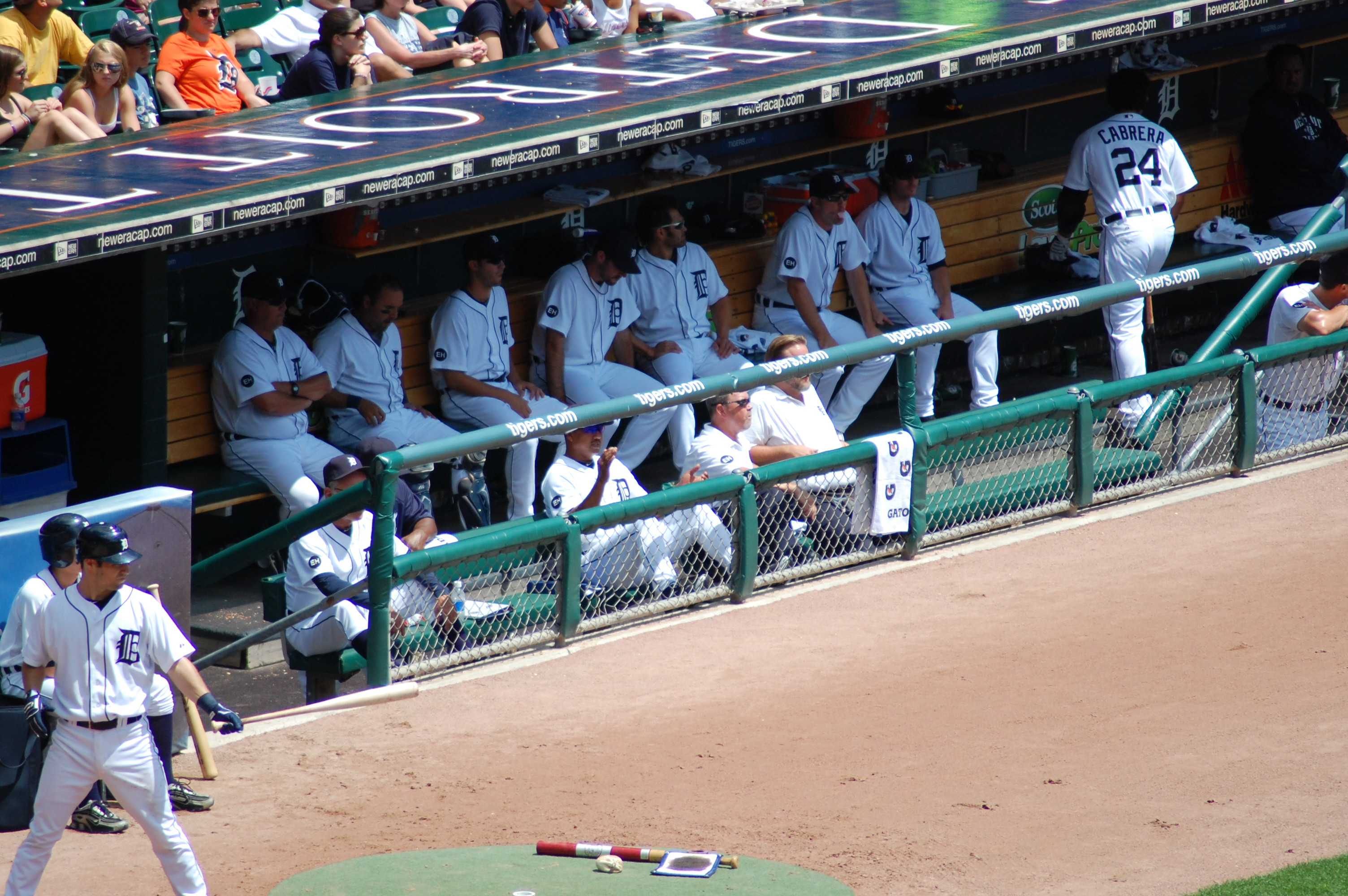
El dugout de los Detroit Tigers (equipo local en Comerica Park) se halla detrás de la línea de tercera base.

En béisbol, en futbol, en balonmano y otros deportes de campo el dugout (también llamado coloquialmente cueva en algunos países de habla hispana) es el área donde se halla la banca de un equipo y se encuentra en territorio externo al campo o cancha de deporte  a ambos lados del diamante o de la cancha de futbol, de balonmano, futbol americano, entre otros, para el caso del beisbol los dugouts se ubican entre el home y bien sea primera base o tercera base. En un estadio existen siempre dos dugouts, uno para el equipo local y el otro para ser utilizado por el equipo visitante. En general, la caseta está ocupada por todos los jugadores del equipo que se encuentran disponibles pero sin actividad en el campo en ese momento, así como los coaches y personal autorizado por la liga. El equipamiento de los jugadores de beisbol (guantes, bates, cascos de bateo,  la indumentaria del receptor, etc), al igual que en el caso de otros deportes como futbol, balonmano, futbol americano, etc normalmente se almacena la indumentaria en el dugout.

## Origen
El término "dugout" se refiere a una zona especialmente excavada para situarla ligeramente por debajo del nivel del terreno de juego. Su nombre se adopta del nombre dado al espacio excavado, creado por los soldados al costado de las líneas de trinchera, destinados al descanso y reserva. La razón para el diseño y ubicación semisubterránea de dichos refugios es incierta, pero habida cuenta de que a diferencia de la mayoría de los deportes, la acción principal en el béisbol se centra en un área específica -el home plate-, parece ser que el diseño de los dugouts se deriva de la necesidad de permitir a los espectadores sentados en las gradas situadas detrás de los banquillos una visibilidad clara del terreno, específicamente del área del home plate, ya que su obstrucción incidiría negativamente en la popularidad del juego.
No todos los dugouts se encuentran por debajo del nivel del terreno. A nivel de la Major League Baseball (MLB), existen dugouts que se encuentran sobre el terreno se encuentran en estadios de usos múltiples para así simplificar cualquier modificación del campo de juego y hacer la conversión apropiada para la práctica de otro deporte. En tales parques, el área de asientos se eleva de tal manera que los refugios no obstaculicen la visión de los espectadores. Los dugouts también se hallan a nivel de campo en la mayoría de los estadios de béisbol aficionado, donde ubicarlos bajo nivel tendría un coste prohibitivo o bien no beneficioso. En estos casos, el término dugout sigue siendo válido. En los inicios del béisbol profesional, las áreas de asientos se construían a menudo con altura suficiente como para permitir la ubicación del banquillo a nivel del terreno.

## Variaciones
La mayoría de los estadios de béisbol profesionales y universitarios cuentan con dugouts semisubterráneos -ligeramente bajo nivel del terreno-, con peldaños o escalones de hormigón a lo largo de toda la longitud de la caseta. Algunos cuentan con una baranda a lo largo del escalón más alto, (también llamada lip), mientras que otros están completamente abiertos.
En la mayoría de los estadios de béisbol de las Grandes Ligas, así como muchos estadios de béisbol de ligas menores, la caseta está conectado directamente al clubhouse por un túnel.
Los parques de juego de ligas menores y de escuelas secundarias, así como los parques públicos cuentan por lo general con dugouts que se encuentran a nivel del terreno y separados del campo de juego por una cerca de malla.

## Reglas oficiales
La regla 3.17 de la MLB indica que "ninguna otra persona exceptuando los jugadores, sustitutos, entrenadores, instructores y batboys, ocupará una banca durante un partido." La regla también estipula que los jugadores en lista de incapacitados pueden permanecer en el dugout, pero no pueden acceder al terreno de juego en ningún momento durante el encuentro. Jugadores y entrenadores que hayan sido expulsados del partido no pueden permanecer en el dugout, de acuerdo con la regla 4.07.
A diferencia de la mayoría los deportes -donde la pelota o disco, al entrar en el área del banco de suplentes ya ha salido de los límites del terreno por lo tanto invalidando cualquier jugada posterior- en béisbol es posible para el dugout ser parte eventual del terreno de juego. La regla de la MLB 6.05(a) establece que un jardinero puede entrar al dugout para atrapar una bola de fly, siempre y cuando uno o ambos pies estén en o sobre el terreno de juego, y no tenga un pie en el suelo del dugout al hacer la captura. Las llamadas "reglas universales" indican que el jugador puede ingresar al dugout después de hacer la captura si su impulso lo obliga a seguir esa trayectoria; en caso de caer al suelo dentro del dugout como resultado de su recorrido, la captura es válida pero a los corredores en base se les permite avanzar, de acuerdo con la Regla 7.04.
La pelota deja de estar en juego al entrar al dugout y tanto el bateador como los corredores en base (si los hay) pueden avanzar, de acuerdo con la regla 7.04(c). Sin embargo, la pelota continuará en juego si llegase a rebotar en la baranda del dugout sin entrar a él (a menos que sea un foul). Debido a la ubicación de los dugouts fuera del diamante, las bolas que se hallan en juego y llegan al dugout suelen ser producto de jugadas defensivas erróneas.
Las ligas individuales a niveles por debajo de la MLB se hallan en libertad de establecer sus propias reglas para regir los dugouts y adaptarlas a las condiciones de sus estadios. Por ejemplo, la norma que permite atrapar pelotas que ingresen al dugout no tendría validez en las ligas donde los dugouts se encuentren separados del terreno por verjas metálicas de una altura mayor que la de los jugadores.